# Holger Nurmela
Holger „Hogge“ Nurmela (* 28. Oktober 1920 in Stockholm; † 1. März 2005 in Botkyrka) war ein schwedischer Eishockeyspieler. 

## Karriere
Holger Nurmela begann seine Karriere als Eishockeyspieler in seiner Heimatstadt bei Hammarby IF, für dessen Profimannschaft er von 1938 bis 1950 in der Division 1, der damals höchsten schwedischen Spielklasse, aktiv war. Mit Hammarby gewann er in den Jahren 1942, 1943 und 1945 jeweils den nationalen Meistertitel. Anschließend verbrachte er zwei Jahre beim Ligarivalen AIK Solna, ehe er von 1952 bis 1955 für Saltsjöbadens IF auf dem Eis stand. Zuletzt spielte er noch einmal ein Jahr lang für seinen Heimatverein Hammarby IF, ehe er seine Karriere im Alter von 36 Jahren beendete.  

### International
Für Schweden nahm Nurmela an den Olympischen Winterspielen 1948 in St. Moritz, 1952 in Oslo und 1956 in Cortina d’Ampezzo teil. Bei den Winterspielen 1952 gewann er mit seiner Mannschaft die Bronzemedaille. Als bestes europäisches Team wurde Schweden zudem Europameister. Zudem stand er im Aufgebot seines Landes bei der Weltmeisterschaft 1954, bei der er mit seiner Mannschaft ebenfalls die Bronzemedaille gewann. 

## Erfolge und Auszeichnungen
- 1942 Schwedischer Meister mit Hammarby IF
- 1943 Schwedischer Meister mit Hammarby IF
- 1945 Schwedischer Meister mit Hammarby IF

### International
- 1952 Bronzemedaille bei den Olympischen Winterspielen
- 1954 Bronzemedaille bei der Weltmeisterschaft